# Cornelis Eliza Bertus Bremekamp
Cornelis Eliza Bertus Bremekamp, né le 7 février 1888 à Dordrecht et mort le 21 décembre 1984 à Bilthoven, est un botaniste néerlandais, qui vécut notamment en Indonésie et en Afrique du Sud.
Le genre Bremekampia (Acanthaceae) et l'espèce Toddaliopsis bremekampii (Rutaceae) lui doivent leurs noms.